# Moïse de León
Ne doit pas être confondu avec Moïse ben Shem Tov ibn Habib.
Moïse de León (en espagnol : Moisés de León ; en hébreu : משה בן שם טוב די לאון, soit Moshe ben Shem Tov de León) est un rabbin espagnol du XIIIe siècle (Guadalajara, 1240 - Arévalo, 1305), parfois considéré comme l'auteur ou le compilateur du Sefer HaZohar, l'ouvrage le plus important de la Kabbale.

## Vie
Il nait à Guadalajara, Couronne de Castille. Son surnom viendrait de son père Shem-Tov de León. Il passe 30 années de sa vie à Guadalajara et Valladolid avant de partir pour Ávila, où il vit le restant de ses jours. Il meurt à Arévalo en 1305 alors qu'il retournait chez lui.

## Autres écrits
Mis à part le Zohar qu'il aurait potentiellement écrit, il a publié de nombreux autres livres. Il est aussi considéré comme l'auteur du « Sicèle du sanctuaire » (Cheqel Ha-Qodech)